# Passo di Lentula - Fossato
Il passo di Lentula è un valico dell'Appennino tosco-emiliano, posto fra Prato e Bologna.
Il toponimo deriverebbe dal nome del console Gneo Cornelio Lentulo Clodiano che vi sarebbe stato sconfitto da Spartaco nel 72 a.C. In alcuni antichi documenti, in particolare il "Diploma di re Corrado" (1026), è citato un "capud Lentule".
Anche il torrente Limentra orientale, che scorre attiguamente a tale villaggio, nei documenti più antichi viene citato come "flumen Lentule". Negli stessi documenti appare anche un "confinum pontis a Lentula".
A Lentula, in epoca granducale, vi era una delle dogane di confine fra il Granducato di Toscana e lo Stato Pontificio.